# Christopher Chase-Dunn
Christopher K. Chase-Dunn (* 10. ledna 1944 Corvallis, Oregon) je americký sociolog a ředitel Institutu pro výzkum světových systémů na University of California, Riverside. V roce 1975 získal doktorát ze sociologie na Stanfordově univerzitě. Učil také na Univerzitě Johnse Hopkinse (1975–2000).

## Vzdělání
- 1964 Shasta College, Redding, obor žurnalistika, CA.
- 1966 Kalifornská univerzita v Berkeley, obor psychologie, B.A.
- 1968 Stanfordova univerzita, obor sociologie, MA.
- 1975 Stanfordova univerzita, obor sociologie, PhD., disertační práce: Mezinárodní ekonomická závislost ve světovém systému[1]

## Kariéra
Chase-Dunn je zakladatelem a bývalým redaktorem časopisu Journal of World-Systems Research a editorem řady knižních řad vydávaných nakladatelstvím The Johns Hopkins University Press. V letech 1984 až 1986 byl předsedou sekce pro mezinárodní politickou ekonomii Asociace mezinárodních studií a v roce 1982 předsedou sekce politické ekonomie světového systému Americké sociologické asociace. V roce 2001 byl zvolen členem American Association for the Advancement of Science. V roce 2002 byl zvolen předsedou Výzkumného výboru pro ekonomiku a společnost (RC02) Mezinárodní sociologické asociace. V roce 2008 byl zvolen významným seniorem v sekci International Political Economy (IPE) Asociace mezinárodních studií.

## Výzkum
Chase-Dunn provedl mezinárodní kvantitativní studie účinků závislosti na zahraničních investicích a studuje města a systémy osídlení, aby vysvětlil lidskou sociokulturní evoluci. Jeho výzkum se zaměřuje na interpolitní systémy, včetně moderní globální politické ekonomie a dřívějších regionálních světových systémů. Jeden projekt zkoumá příčiny expanze a kolapsu měst a impérií v několika regionálních světových systémech a současný proces formování globálního státu. Jeho výzkum podpořila Národní vědecká nadace.

## Publikační činnost
Jeho nejpozoruhodnějším dílem je Global Formation: Structures of The World-Economy, kde se zabývá teoretickou syntézou a přeformulováním přístupu světových systémů ke studiu sociálních změn. Pád komunismu, vznik „informačního věku“ a expanze ekonomického globalismu jsou výchozími body této knihy. V knize Chase-Dunn ukazuje, jak tento zdánlivě nový vývoj zapadá do dřívějších vzorců globální formace a změn. Konstruuje model hluboké struktury světového systému (kapitalistický svět výroby) a toho, jak produkuje globální instituce (Althusserova sociální formace, tedy globální formace). Zde také hodnotí nedávné významné studie moderního světového systému a posuzuje důsledky pro budoucnost současného systému.